# مخابرات ارمنستان
| مخابرات ارمنستان        | مخابرات ارمنستان |
| ----------------------- | ---------------- |
|                         |                  |
|                         |                  |
| تلفن ثابت (۲۰۰۸):       | ۲٫۱ میلیون       |
| خطوط تلفن همراه (۲۰۰۹): | ۴٫۵ میلیون       |
| ccTLD:                  | .am. հայ         |
| کد تماس:                | +۳۷۴             |

این مقاله در مورد سیستم‌های ارتباطی در ارمنستان است.

## ارتباطات سیار
از سال ۲۰۱۷، ارمنستان در کل ۳٫۵ میلیون مشترک و نرخ نفوذ ۱۲۰ درصد دارد.
| رتبه | اپراتور       | فناوری | مشترکین (در میلیون) | مالکیت    |
| ---- | ------------- | --- | ------------------- | --------- |
| 1    | Viva Cell MTS | GSM -900/1800 مگاهرتز (GPRS، EDGE) 2100 مگاهرتز UMTS، HSDPA 2600 مگاهرتز LTE                                              | ۲٫۱ (ژوئن ۲۰۱۴)     | MTS       |
| 2    | بی لاین       | GSM -900/1800 مگاهرتز (GPRS، EDGE) 2100 مگاهرتز UMTS، HSDPA LTE (900) مگاهرتز، ۱۸۰۰ مگاهرتز)                              | ۰٫۷ (ژوئن ۲۰۱۴)     | VimpelCom |
| 3    | Ucom          | GSM -850/855/900/1800/2100 مگاهرتز (GPRS، EDGE) 2100 مگاهرتز UMTS، HSDPA LTE-A (800) مگاهرتز، ۱۸۰۰ مگاهرتز، ۲۶۰۰ مگاهرتز) | ۰٫۹ (ژوئن ۲۰۱۴)     | Ucom      |

هم‌اکنون سه اپراتور تلفن همراه در ارمنستان وجود دارد:   وی‌وآسل-ام‌تی‌اس، یوکوم و بی‌لاین. هر سه خدمات 2G و 3G و همچنین خدمات 4G را ارائه می‌دهند. سیم کارت هر سه شبکه در فروشگاه‌های گوناگون شهرهای کشور در دسترس خریداران است. Ucom و Viva Cell MTS بیشتر به دلیل تنوع در دسترس تعرفه‌ها و کمک‌های موجود در زبان‌های گوناگون بیشتر به گردشگران توصیه می‌شود.

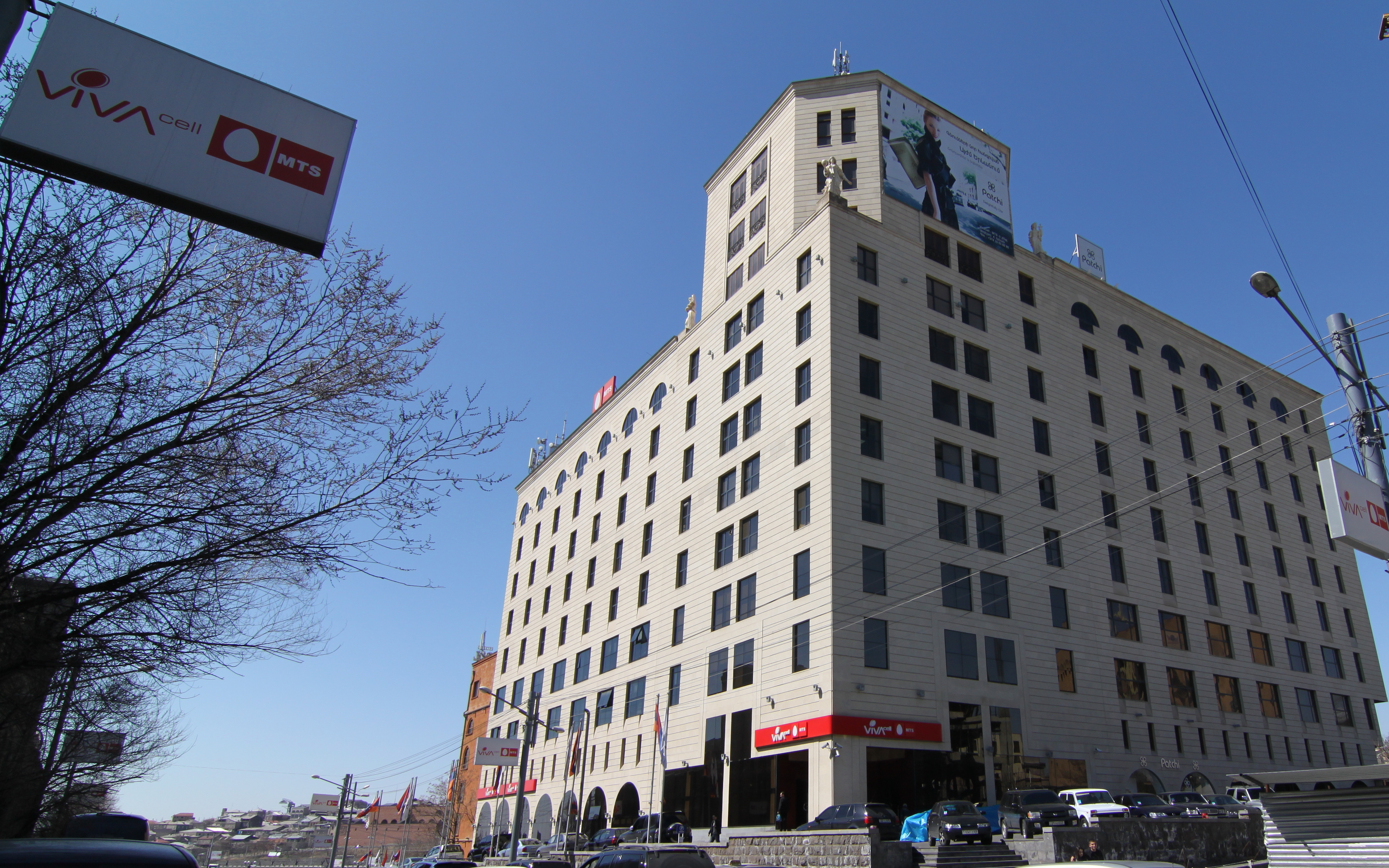
دفتر مرکزی VivaCell MTS، پیشرو در ارائه خدمات خدمات تلفن همراه ارمنستان

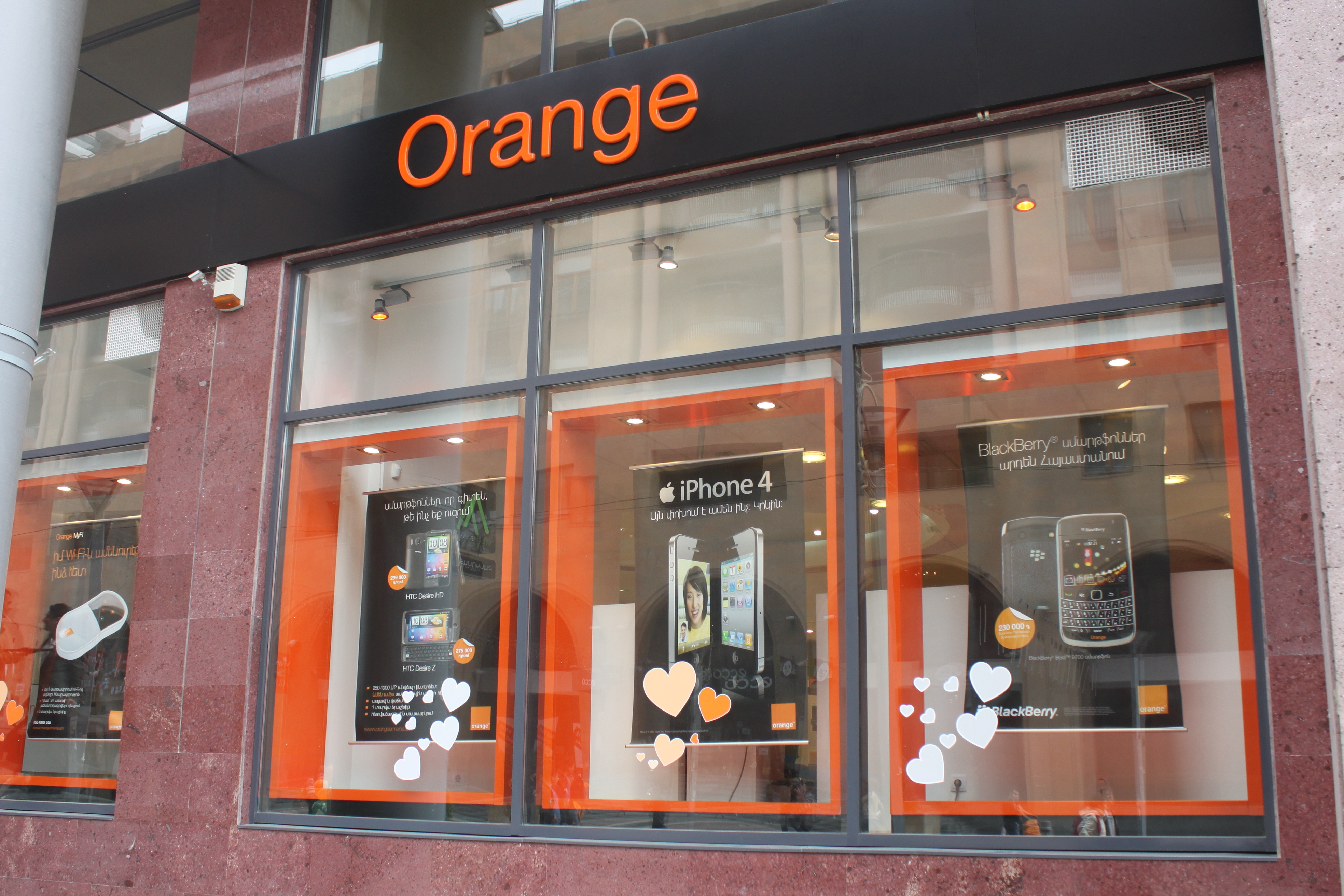
در نوامبر ۲۰۰۹، اورنج سومین ارائه دهنده ارتباطات سیار ارمنستان شد و یک برنامه اینترنتی 3G با قیمت بسیار رقابتی ارائه داد.

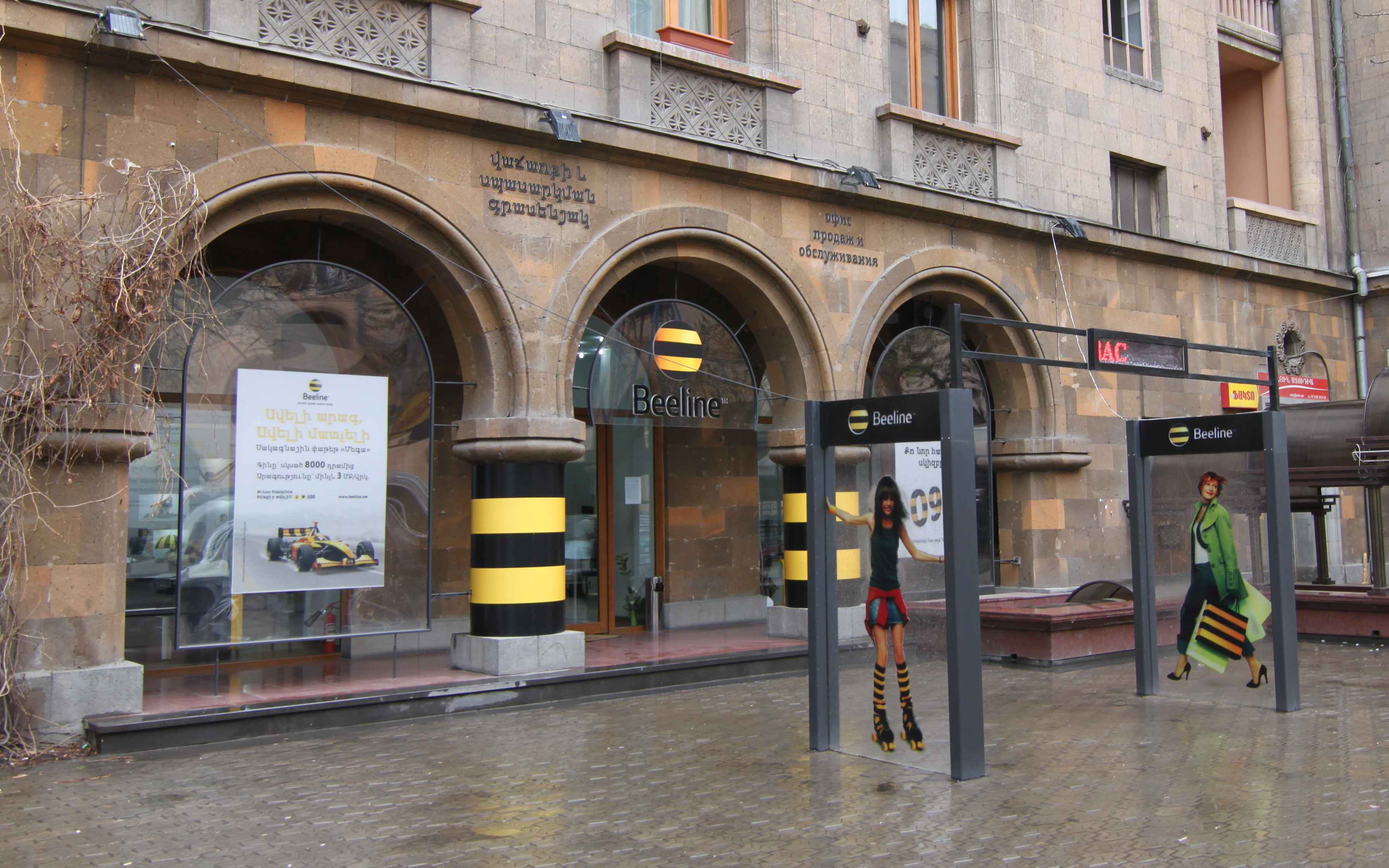
فروشگاه خدمات بی‌لاین در خیابان آمیریان در مرکز شهر ایروان

### سیستم بین‌المللی
ایروان از طریق گرجستان به کابل فیبر نوری ماورای آسیا و اروپا متصل شده‌است. خدمات اضافی بین‌المللی توسط رله رادیویی مایکروویو و اتصالات تلفن ثابت به سایر کشورها از کشورهای مشترک‌المنافع کشورهای مستقل، سوئیچ بین‌المللی مسکو و از طریق ماهواره در دسترس است. ستون فقرات اصلی شبکه‌های ارمنی توسط خطوط E3 یا STM-1 از طریق واحدهای مایکروویو در سراسر کشور انجام می‌شود.

## خدمات تلفنی با سیم (ثابت)
به‌طور سنتی ارمنستان خدمات تلفنی ثابت و مستقیمی دارد. بر پایه داده‌های آماری رسمی اتحادیه بین‌المللی مخابرات، در سال ۲۰۱۷، ۵۰۵٬۱۹۰ مشترک خدمات تلفن ثابت در ارمنستان (ساکنین و مشاغل) یا ۱۷٫۲۴ مشترک در هر ۱۰۰ نفر وجود داشت. تعداد کاربران ثابت تلفن نسبت به ۱۰ سال گذشته از ۲۰٫۴۱ در سال ۲۰۰۶ به‌طور قابل توجهی کاهش یافته‌است. دلیل اصلی کاهش تعویض ثابت موبایل است.

## رادیو
از سال ۲۰۰۸، ارمنستان دارای ۹ ایستگاه AM ، ۱۷ ایستگاه FM و یک ایستگاه موج کوتاه است. علاوه بر این، تقریباً ۸۵۰٬۰۰۰ رادیو وجود دارد. ارائه دهنده شبکه اولیه TRBNA است

## تلویزیون
ارمنستان دارای ۴۸ ایستگاه تلویزیونی خصوصی در کنار ۲ شبکه عمومی با کانال‌های اصلی روسی است که به‌طور گسترده در سراسر کشور در دسترس است. در سال ۲۰۰۸، TRBNA مدار اصلی را به سیستم توزیع دیجیتال بر اساس استانداردهای DVB-IP و MPEG2 ارتقا داد. طبق اعلام کمیته انجمن تلویزیون ارمنستان، میزان ضریب نفوذ تلویزیون مطابق با داده‌های سال ۲۰۱۱ ۸۰٪ است.

## اینترنت
تقریباً ۱٬۴۰۰٬۰۰۰ کاربر اینترنت و تقریباً ۶۵٬۲۷۹ میزبان اینترنت در ارمنستان وجود دارد. کد کشور (دامنه سطح بالا) برای ارمنستان .am است که برای ایستگاه‌های رادیویی AM و دامنه استفاده شده‌است.
Armentel (شرکت ارتباطات ملی) تنها اتصال فیبر نوری به اینترنت از طریق گرجستان (از طریق مارنولی) وارد ارمنستان می‌شود و سپس از طریق کابل فیبر نوری زیر دریایی در دریای سیاه به بقیه اینترنت وصل می‌شود. ارمنستان از طریق گرجستان به سیستم کابل فیبر نوری ماورای آسیا و اروپا متصل شده‌است، که از طریق راه آهن از پوتی به تفلیس تا مرز ارمنستان در نزدیکی مارنولی می‌رود. در پوتی، کابل TAE به سیستم زیرین گرجستان -روسیه KAFOS متصل می‌شود که سپس به سیستم کابل فیبر نوری دریای سیاه متصل می‌شود. BSFOCS متعلق به شرکت Armentel است. GNC-Alfa بزرگترین ارائه دهنده داده‌های اینترنتی و اینترنتی در ارمنستان با ۱۵۰۰۰۰ است کیلومتر زیرساخت کابل فیبر نوری، و ۷۰ درصد از ارمنستان را پوشش می‌دهد.

### شماره‌گیری
شماره‌گیری تا سال ۲۰۰۸ یک نوع اصلی اتصال بود تا اینکه VEON ارمنستان (Beeline TM، در سال ۲۰۰۸ با نام شرکت ArmenTel) فعالیت شبکه ADSL را آغاز کرد و به همراه Viva-cell MTS و اورنج نیز مودم‌های USB قابل حمل را معرفی کردند. مودم‌های USB که عمدتاً در شبکه‌های 3G کار می‌کنند، هنوز هم در مناطق روستایی بویژه در دهکده‌های کوچک کوهستانی که اتصال تلفن ثابت در دسترس نیست، بسیار محبوب هستند.

### پهنای باند
بر پایه آمارهای رسمی اتحادیه بین‌المللی مخابرات، تعداد مشترکان باند پهن در ارمنستان در سال ۲۰۱۷ ۳۱۵٬۳۱۹ کاربر یا ۱۰٫۷۶ کاربر در هر ۱۰۰ نفر بوده‌است.

#### ADSL
بخش عمده اتصال DSL توسط VEON ارمنستان (بی‌لاین تی‌ام) ارائه می‌شود. برخی دیگر از ISP (آرمینکو، وب، بیتون و دیگران) همچنین اتصالات DSL را عمدتاً با استفاده از زیرساخت‌های اجاره‌ای VEON ارمنستان ارائه می‌دهند.

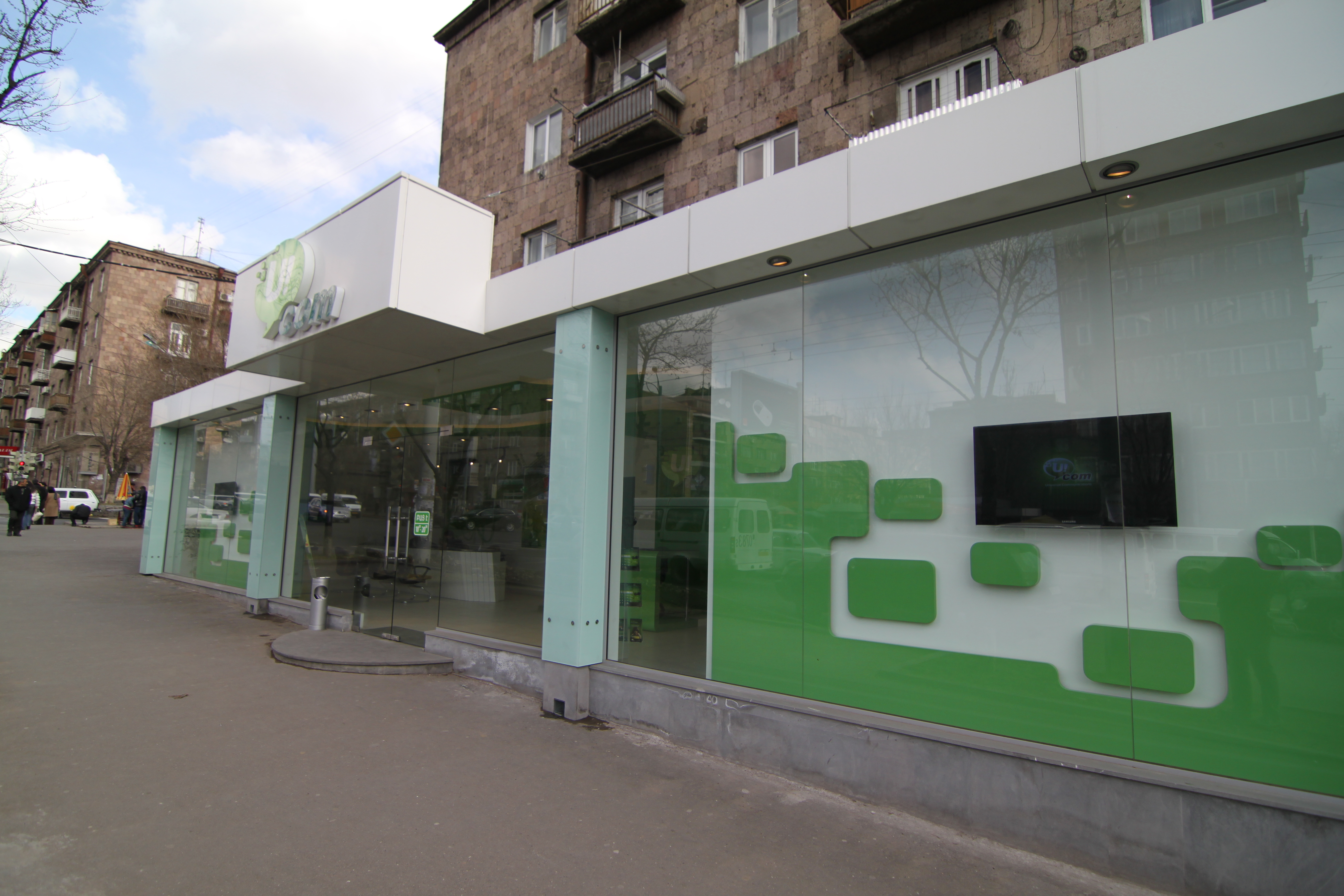
فروشگاه خدمات یوکوم در منطقه عربرک ایروان

#### WiMAX
توسعه سریع WiMAX در ۲۰۱۰–۲۰۰۸ ثبت شد. دو ارائه دهنده WiMAX، یعنی Icon ارتباطات و Cornet Ltd. که در باند ۳٫۶–۳٫۸ گیگاهرتزی با استفاده از IEEE 802.16e با استفاده از IEEE 802.16e کار می‌کنند، هر کدام به ۲۰۰۰ کاربر رسیدند، اما به دلیل رقابت شدید با اپراتورهای ADSL و FTTB، به زودی از بازار محو شدند. کرنت بسته شد و ارتباطات آیکون به دست Ucom افتاد.
FTTB
- اتصال فیبر به ساختمان باند پهن حداقل توسط سه اپراتور اصلی، Ucom، VEON ارمنستان (تحت بی‌لاین تی‌ام) و GNC-Alfa (تحت Rostelecom TM) انجام می‌شود. هر سه شرکت خدمات بازی سه‌گانه از جمله اینترنت ، IPTV و خدمات تلفنی ارائه می‌دهند.

### سانسور اینترنت
- این فهرست بعنوان یک فیلترشکنی در حوزه سیاسی و فیلترهای انتخابی در حوزه‌های اجتماعی، درگیری امنیتی و ابزارهای اینترنتی توسط طرح OpenNet (ONI) در نوامبر ۲۰۱۰ مطرح شده‌است.[۱۲]

دسترسی به اینترنت در ارمنستان کلاً بدون محدودیت است، اگرچه شواهدی از فیلترهای نسل دوم و سوم در حال نصب است. فضای سیاسی ارمنستان بی‌ثبات و عمدتاً غیرقابل پیش‌بینی است. در مواقع ناآرامی سیاسی، دولت از ایجاد محدودیت در اینترنت به عنوان ابزاری برای محدود کردن اعتراض و نارضایتی عمومی دریغ نکرده‌است. مطابق ماده ۱۱ قانون جمهوری ارمنستان در مورد پلیس، اجرای قانون برای جلوگیری از فعالیت مجرمانه حق مسدود کردن مطالب را دارد.
دسترسی به اینترنت ارمنستان توسط ارائه‌دهندگان روسی تحویل داده می‌شود و گاهی سانسور توسط ISPهای روسی انجام می‌شود. در سال ۲۰۱۲، مقامات روسی kavkazcenter.com را مسدود کردند و در نتیجه آن در ارمنستان مسدود شد. در سال ۲۰۱۴، پنج وب سایت دیگر به دلیل فیلتر توسط تنظیم‌کننده ارتباطات روسی Roskomnadzor مسدود شد. ISPها ادعا کردند که این بلوک‌ها به دلیل خطای فنی بوده و حذف شده‌اند.

## یادداشت
1. ↑  VivaCell-MTS
2. ↑  Ucom
3. ↑  Beeline
4. ↑  Orange
5. ↑  Beeline TM